# Langues comecrudanes
Les langues comecrudanes sont une famille de langues amérindiennes hypothétique, parlées au  Nord-Est du Mexique, et au Texas.
Les langues comecrudanes sont éteintes depuis le XIXe siècle.

## Classification
Les langues comecrudanes sont une hypothèse formulée par Goddard (1979). Il rejette la proposition d'Edward Sapir de 1929, de relier les langues isolées du Nord-Est du Mexique et du Sud du Texas, telles que le tonkawa, le karankawa, le cotoname, le comecrudo  dans une famille coahuiltecane qui serait rattachée aux langues hokanes. 
Goddard estime qu'il est possible de relier génétiquement le comecrudo avec le garza et le mamulique dans une même famille, mais en exclut le cotoname.